# Lloyd Cole
Lloyd Cole (Buxton, 31 gennaio 1961) è un cantautore britannico.
Originario del Derbyshire, Inghilterra, è conosciuto per essere stato fra il 1984 ed il 1989 il cantante del gruppo musicale Lloyd Cole and the Commotions e, successivamente, per la sua attività solistica di cantante ed autore.
Il suo maggiore successo da solista giunse nel 1998, quando la sua canzone Margo's Waltz (originariamente contenuta nel suo album del 1991 Don't Get Weird On Me Babe) venne inserita nella colonna sonora del film Tutti Pazzi Per Mary.
Ha inciso per la Capitol Records. Fra le sue produzioni figura una cover del brano di Leonard Cohen Chelsea Hotel che è stata inclusa nell'album discografico I'm Your Fan. The Songs of Leonard Cohen by.

## Discografia

### Album

#### Con i Commotions
- Rattlesnakes (1984), UK #13, Sweden #25, Canada #68, Australia #28
- Easy Pieces(1985), UK #5, Sweden #25, Canada #77, Australia #14
- Mainstream (1987), UK #9, Sweden #31, Australia #54
- 1984-1989 (1989), UK #14, Australia #85
- Lloyd Cole. The Commotions. The Singles (2004)
- Rattlesnakes - Deluxe Edition (2004)

#### Da solista
- Lloyd Cole (1990), UK #11, Sweden #6, Australia #49, Germany #38
- Don't Get Weird on Me Babe (1991), UK #21, Sweden #7
- Bad Vibes (1993), UK #38, Sweden #8
- Love Story (1995), UK #27, Sweden #9
- Collection (1998), UK #24, Sweden #56
- Plastic Wood (2001)
- Etc. (2001)
- 2001 - Collected Recordings by Lloyd Cole (2001)
- Music in a Foreign Language (2003), UK #114
- Antidepressant (2006), UK #156; Sweden #20; France #152
- Cleaning Out the Ashtrays (2009), 4CD b-sides and rarities collection
- Radio Bremen: Folksinger Volume 1 (2009), live recording
- The Whelan: Folksinger Volume 2 (2009), live recording
- Broken Record (2010), Sweden #12, UK #150
- Standards (2013)
- Guesswork (2019), Uk #75. Germania #93
- On Pain (2023)

#### Con i Negatives
- The Negatives (2000)

### Singoli
| Anno | Titolo                          | Classifica | Classifica | Classifica | Classifica | Album                       |
| Anno | Titolo                          | US Alt.    | UK         | IRL        | AUS        | Album                       |
| ---- | ------------------------------- | ---------- | ---------- | ---------- | ---------- | --------------------------- |
| 1984 | Perfect Skin                    | -          | 26         | -          | 54         | Rattlesnakes                |
| 1984 | Forest Fire                     | -          | 41         | -          | 87         | Rattlesnakes                |
| 1984 | Rattlesnakes                    | -          | 65         | -          | 59         | Rattlesnakes                |
| 1985 | Brand New Friend                | -          | 19         | 11         | 73         | Easy Pieces                 |
| 1985 | Lost Weekend                    | -          | 17         | 10         | -          | Easy Pieces                 |
| 1986 | Cut Me Down                     | -          | 38         | 12         | -          | Easy Pieces                 |
| 1988 | My Bag                          | 13         | 46         | 20         | -          | Mainstream                  |
| 1988 | Jennifer She Said               | -          | 31         | 27         | -          | Mainstream                  |
| 1988 | From the Hip                    | -          | 59         | -          | -          | Mainstream                  |
| 1990 | No Blue Skies                   | -          | 42         | -          | 92         | Lloyd Cole                  |
| 1990 | Don't Look Back                 | -          | 59         | -          | -          | Lloyd Cole                  |
| 1990 | Downtown                        | 5          | -          | -          | -          | Lloyd Cole                  |
| 1991 | She's A Girl And I'm A Man      | 7          | 55         | -          | -          | Don't Get Weird On Me Babe  |
| 1991 | Tell Your Sister                | 6          | -          | -          | -          | Don't Get Weird On Me Babe  |
| 1992 | Butterfly                       | -          | -          | -          | -          | Don't Get Weird On Me Babe  |
| 1993 | So You'd Like to Save the World | -          | 72         | -          | -          | Bad Vibes                   |
| 1993 | Morning Is Broken               | -          | 83         | -          | -          | Bad Vibes                   |
| 1995 | Like Lovers Do                  | -          | 24         | -          | -          | Love Story                  |
| 1995 | Sentimental Fool                | -          | 73         | -          | -          | Love Story                  |
| 1996 | Baby                            | -          | 121        | -          | -          | Love Story                  |
| 1998 | That Boy                        | -          | -          | -          | -          | Collection                  |
| 2000 | Impossible Girl                 | -          | -          | -          | -          | The Negatives               |
| 2003 | No More Love Songs              | -          | -          | -          | -          | Music in a Foreign Language |
| 2010 | Writers Retreat!                | -          | -          | -          | -          | Broken Record               |